# Pristolepis marginata
Pristolepis marginata är en fiskart som beskrevs av Jerdon, 1849. Pristolepis marginata ingår i släktet Pristolepis och familjen Nandidae. IUCN kategoriserar arten globalt som livskraftig. Inga underarter finns listade i Catalogue of Life.